# Nikolai Yakovlevich Myaskovsky
Nikolai Yakovlevich Myaskovsky (tiếng Nga: Никола́й Я́ковлевич Мяско́вский) (1881-1950) là nhà soạn nhạc, nhà sư phạm người Nga có quốc tịch Liên Xô.

## Cuộc đời và sự nghiệp
Nikolai Miaskovsky là giáo sư môn sáng tác của Nhạc viện Moskva. 

## Phong cách sáng tác[1]
Lĩnh vực sáng tác nổi bật nhất của Nikolai Miaskovsky là giao hưởng và nhạc thính phòng hòa tấu. Các tác phẩm của Miaskovsky có tư duy sâu sắc, nội dung phong phú, luôn tìm tòi sáng tạo đồng thời bám chắc những truyền thống tốt đẹp của âm nhạc dân gian và âm nhạc kinh điển Nga.

## Các sáng tác[1]
Nikolai Miaskovsky đã viết:
- 27 bản giao hưởng (1908-1949)
- Các bản overture, rhapsody, serenade, concerto, sonata
- Hơn 100 bản romance
- Các tác phẩm dành cho hợp xướng
- Các ca khúc quần chúng